# Borów (osada w powiecie łowickim)
Borów – osada w Polsce położona w województwie łódzkim, w powiecie łowickim, w gminie Bielawy.
W latach 1975–1998 miejscowość należała administracyjnie do województwa skierniewickiego.